# Francesco Manzo
Francesco Manzo (Trapani, 15 ottobre 1900 – Trapani, 2 aprile 1964) è stato un politico italiano.
Fu il primo Sindaco di Trapani della Repubblica.

## Biografia
Notaio. Giovanissimo aveva aderito al Fascio di Trapani nel 1921, ma poi ne era uscito quando fu dichiarata l'incompatibilità con la massoneria, di cui era membro.
Dopo l'arrivo degli Alleati a Trapani il 22 luglio 1943, fu scelto dall'AMGOT  nel settembre 1943 come sindaco  di Trapani fino al luglio 1944. Aderì al Partito d'Azione e fu membro del CLN trapanese. Nel 1945 per il partito d'Azione fu membro della Consulta regionale siciliana.
Nell'aprile 1946, nelle prime elezioni amministrative, con 2906 voti, fu primo eletto del PdA in consiglio comunale di Trapani. Fu eletto sindaco il 5 maggio 1946 e restò in carica fino al 25 febbraio 1947.
Dopo lo scioglimento del suo partito aderì al PSDI e fu rieletto in consiglio comunale nel 1949. Divenne ancora sindaco per pochi giorni dal 5 al 28 gennaio 1953. Fu presidente del Consiglio notarile di Trapani.